# Rio Santa Quitéria
Rio Santa Quitéria är ett vattendrag i Brasilien.   Det ligger i delstaten Paraná, i den södra delen av landet, 1 200 km sydväst om huvudstaden Brasília.
Omgivningen kring Rio Santa Quitéria är en mosaik av jordbruksmark och naturlig växtlighet. Området är glesbefolkat, med 19 invånare per kvadratkilometer.